# Beatrix Schröer
Beatrix Schröer, née le 4 mai 1963 à Meißen, est une rameuse d'aviron est-allemande.

## Palmarès

### Jeux olympiques
- 1988 à Séoul
  -  Médaille d'or en huit

### Championnats du monde
- 1986 à Nottingham
  -  Médaille d'argent en quatre avec barreur
- 1985 à Willebroek
  -  Médaille d'argent en huit